# داميان دوفور
داميان دوفور (بالفرنسية: Damien Dufour)‏ (30 أكتوبر 1981 في فرنسا - ) هو لاعب كرة قدم فرنسي في مركز الهجوم. لعب مع نادي أوكسير ونادي شاتورو ونادي غرونوبل.

## وصلات خارجية
- داميان دوفور على موقع قاعدة بيانات كرة القدم.إي يو (الإنجليزية)